# Министар унутрашњих послова Републике Српске
Министар унутрашњих послова Републике Српске је одговорно лице које води и представља Министарство унутрашњих послова Републике Српске. Садашњи министар унутрашњих послова Републике Српске је Синиша Каран.

## Надлежности
У складу са Уставом Републике Српске, Законом о министарствима Републике Српске, Законом о унутрашњим пословима и другим законима Републике Српске, министар организује и руководи Министарством, те представља Министарство унутрашњих послова Републике Српске.

## Историја
Први министар унутрашњих послова Републике Српске је проглашен 1. априла 1992. године у тадашњем Српском Сарајеву. На положај првог министра правде Републике Српске је изабран Мићо Станишић. Потреба за оснивање овог министарства је израсла из историјских околности које су настале током распада Југославије.

## Бивши министри
- Мићо Станишић (22.4.1992. — 20.1.1993)
- Ратко Аџић (20.1.1993. - Април 1994)
- Мићо Станишић (Април 1994 - 18.08.1994)
- Живко Ракић (18.8.1994. - Октобар 1995)
- Томо Ковач (Октобар 1995 - 17.12.1995)
- Драган Кијац (17.12.1995. — Август 1997)
- Славко Палексић (Август 1997 - Јануар 1998)
- Милован Станковић (Јануар 1998 - Октобар 1998)
- Средоје Новић (Октобар 1998 - Јануар 2001)
- Перица Бундало (12.1.2001. - 24.05.2001)
- Драгомир Јовичић (24.05.2001 - 17.1.2003)
- Зоран Ђерић (17.01.2003. — 30.6.2004) — смијењен одлуком Високог представника за БиХ
- Дарко Матијашевић (16.9.2004 — 28.2.2006)
- Станислав Чађо (28.2.2006. — 12.3.2013)
- Радислав Јовичић (12.3.2013. — 18.12.2014)
- Драган Лукач (18.12.2014. — 29.12.2022.)
- Синиша Каран (29.12.2022. — тренутно)